# マルツィオ
マルツィオ（イタリア語: Marzio）は、イタリア共和国ロンバルディア州ヴァレーゼ県にある、人口約300人の基礎自治体（コムーネ）。

## 地理

### 位置・広がり

#### 隣接コムーネ
隣接するコムーネは以下の通り。
- ブルジンピアーノ
- カデリアーノ＝ヴィコナーゴ
- クアッソ・アル・モンテ
- ラヴェーナ・ポンテ・トレーザ
- マルキローロ

### 地震分類
イタリアの地震リスク階級 (it) では、4 に分類される
。